# Jean-Baptiste Fauret
Jean-Baptiste Fauret, né le 8 octobre 1902 à Marsous, commune d'Arrens-Marsous (diocèse de Tarbes et Lourdes) et décédé le 14 septembre 1984 à Chevilly-Larue (diocèse de Créteil), est un évêque français.

## Repères biographiques
Ordonné prêtre missionnaire spiritain à 24 ans le 28 octobre 1926, il reçoit son obédience pour le Gabon, au vicariat apostolique de Libreville l'année suivante.  
Au cours d'un premier séjour de dix ans, il est successivement vicaire à Ndjolé et à Port-Gentil, puis, à Libreville, directeur du petit séminaire et enfin, responsable de la procure, à la mission Sainte-Marie. 
En 1931, après un congé en France, il assure, pendant trois ans, la direction du grand séminaire de l'Afrique Équatoriale Française qu'il a fondé. Après quoi, c'est le retour en brousse, à Lambaréné, où, pendant dix autres années, il se dévoue sans compter. 
Il est de retour à Libreville quand, il assume cumulativement les charges de procureur, vicaire général et supérieur religieux (supérieur de l'ensemble des communautés spiritaines du vicariat apostolique de Libreville). 
C'est bien le Gabon qui a façonné le Père Fauret à la vie missionnaire. Il y a assuré des responsabilités très diverses, en explorant le pays profond, dont il a fait plusieurs fois le tour à pied et en pirogue. Il parlait couramment le Fang et le Mpongwé. 
Il est nommé vicaire apostolique de Loango ( République du Congo), avec le titre d'évêque in partibus d'Araxa (de), le 13 février 1947 et est consacré le 29 mai suivant dans la Basilique Notre-Dame-du-Rosaire de Lourdes par Mgr Pierre-Marie Théas, évêque de Tarbes et Lourdes.
Arrivé au Congo, il reste peu de temps à Loango. Très vite il fait de Pointe-Noire, alors en  pleine expansion, le siège du nouvel évêché. 
Évêque de Pointe-Noire lors de la création du diocèse, le 14 septembre 1955, et intronisé dans sa cathédrale Notre-Dame de l'Assomption le 6 avril 1956 il fut père du concile Vatican II pour ses quatre sessions de 1962 à 1965. Il démissionna le 5 juin 1975 en passant le témoin au clergé diocésain local en la personne de Godefroy-Emile Mpwati, et se retira au Séminaire des Missions, à Chevilly-Larue (Val-de-Marne).

## Relation avec Mgr Marcel Lefebvre

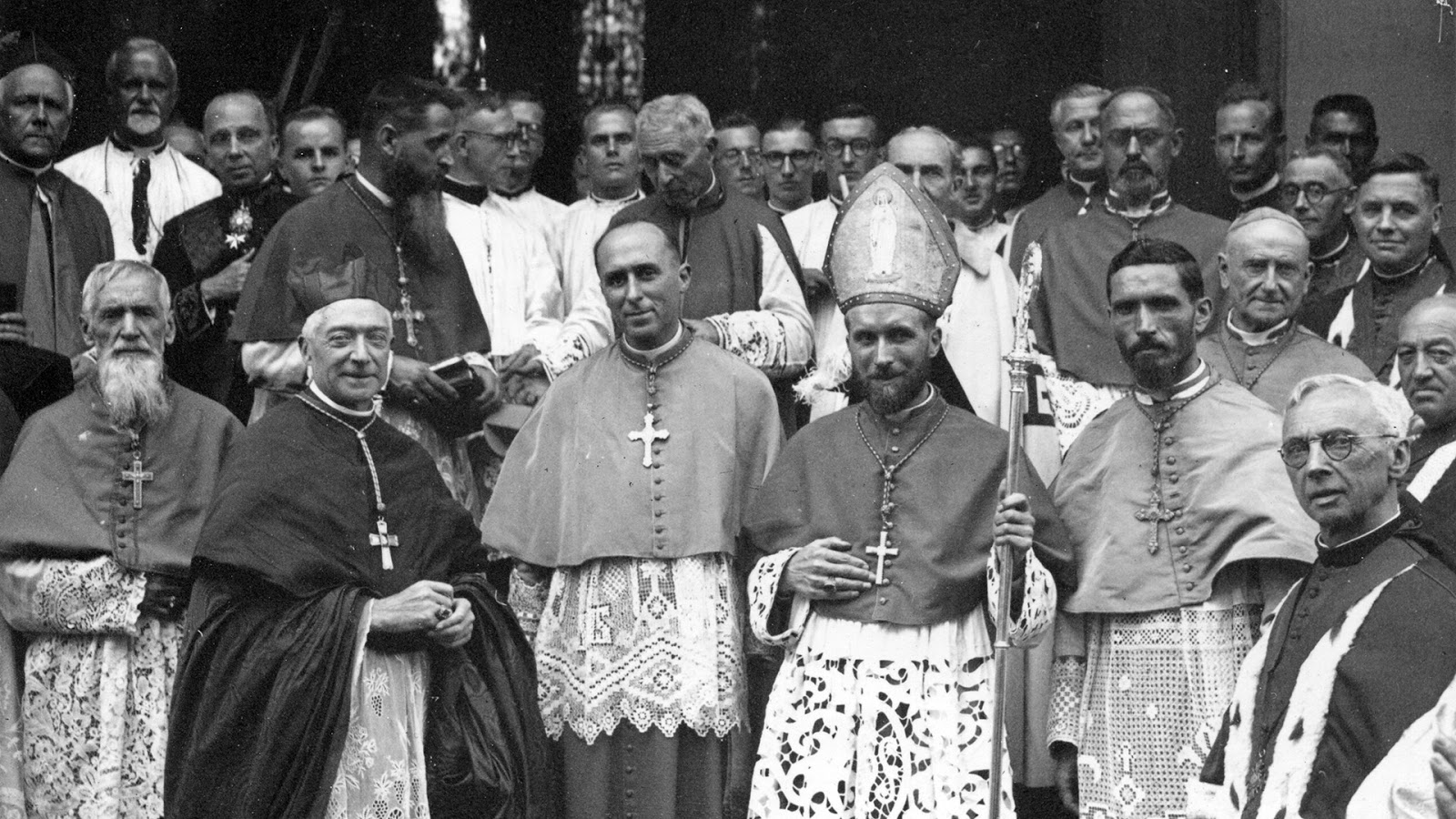
18/09/1947 Consécration épiscopale de Mgr Marcel Lefebvre à Tourcoing

Les deux spiritains enseignèrent au Grand Séminaire de Libreville pour former des prêtres locaux. 
Très proche de Mgr Lefebvre au cours de ces années de mission au Gabon, Mgr Fauret fut son co-consécrateur en compagnie du cardinal Achille Liénart, évêque de Lille et de Mgr Alfred Ancel, en l'église Notre-Dame-des-Anges de Tourcoing, le 18 septembre 1947. 
Quelques décennies plus tard, alors que Mgr Lefebvre avait été élu Supérieur général de la Congrégation du Saint-Esprit, tous deux participèrent au Concile Vatican II. Par ailleurs, Mgr Fauret reprochait à Mgr Lefebvre son gouvernement personnel dans la gestion de la Congrégation.